# 田上義也
田上義也（たのうえ よしや、1899年（明治32年）5月5日 - 1991年（平成3年）8月17日）は、日本の建築家、音楽家。

## 人物
栃木県那須郡西那須野村（現・那須塩原市）出身。本名吉也。
大正から昭和にかけて、北海道を拠点に活躍した。若くしてフランク・ロイド・ライトの影響を受け、確かな腕を持つ棟梁の小島与市と出会った。北海道の気候風土に根ざした、特徴的な要素を持つ洋風建築を数多く残している。
また、札幌新交響楽団の創立者でもあり、初代指揮者も兼務した。

## 略歴
- 1899年（明治32年）5月5日 - 栃木県那須郡西那須野村（現・那須塩原市）生まれ
- 1916年（大正5年） - 早稲田大学付属早稲田工手学校（後の早稲田大学芸術学校）卒業、逓信省大臣官房経理課営繕係勤務
- 1919年（大正8年） - 20歳の時にフランク・ロイド・ライトの帝国ホテル建設事務所に入所
- 1923年（大正12年） - 帝国ホテル竣工。関東大震災を機に田上は北海道へ渡る。
- 1930年（昭和5年） - 北海道大学文武会オーケストラ指揮（1931年（昭和6年）～1932年（昭和7年））
- 1931年（昭和6年） - 札幌で純粋音楽者設立・純粋音楽誌創刊
- 1934年（昭和9年） - 札幌シンホニー開く
- 1938年（昭和13年） - 札幌新交響楽団を創立・指揮をとる
- 1942年（昭和17年） - 札幌音楽協会理事長に就任
- 1943年（昭和18年） - 帝産航空株式会社取締役に就任
- 1951年（昭和26年） - 建築士審査委員
- 1957年（昭和32年） - 北海道建築士会理事
- 1962年（昭和37年） - 北海道銀行嘱託
- 1963年（昭和38年） - 第一次北海道総合開発功労者知事賞・同道民大会賞を受賞
- 1964年（昭和39年） - 日本ユースホステル協会功労賞を受賞
- 1965年（昭和40年） - 昭和40年度北海道文化賞（芸術部門）を受賞
- 1966年（昭和41年） - 全国日本学士会名誉会員・全国日本学士会アカデミー賞を受賞
- 1968年（昭和43年） - 北海道百年記念塔設計審査員・光塩女子短期大学講師・北海学園大学工学部教授・北海道テレビ放送番組審議会委員長[1]
- 1969年（昭和44年） - 北海道文化賞審査委員・北海道総合開発研究所参与・北海道新聞社主催野外音楽堂競技設計審査委員長
- 1970年（昭和45年） - 北海道国際文化協会会長・北海道文化振興協議会委員・北海道芸術祭実行委員委員長
- 1971年（昭和46年） - 勲四等瑞宝章受章・北海道ユースホステル協会会長
- 1972年（昭和47年） - 日本建築家協会北海道支部初代支部長・北海道美術館建設委員会委員・北方圏経済文化使節団副団長
- 1973年（昭和48年） - 札幌市民芸術賞ならびに文化奨励賞審査委員長
- 1974年（昭和49年） - 北方圏環境展委員会委員・北海道研究学園都市誘致促進期成会監事・国連大学誘致期成理事
- 1975年（昭和50年） - 米国アリゾナ州ワールド大学より名誉工学博士号を受ける・米国カルフォルニア州エマーソン大学評議会委員・札幌デザイン会議顧問
- 1976年（昭和51年） - 北海道建築設計監理事務所協会初代会長
- 1977年（昭和52年） - 札幌市芸術功労賞受賞（音楽及び芸術活動に対して）
- 1979年（昭和54年） - 北海道功労賞
- 1982年（昭和57年） - 北海道新聞文化賞受賞
- 1987年（昭和62年） - 「田上義也ドローイング展」（芸術の森アートロビー）開催、『田上義也建築画集』復刻
- 1991年（平成3年） - 逝去

## 作品
| 建造物名                                               | 現況                     | 年                 | 所在地             | 指定                       | 備考 |
| ------------------------------------------------------ | ------------------------ | ------------------ | ------------------ | -------------------------- | --- |
| バチェラー学園                                         | 現存せず                 | 1924年（大正13年） | 北海道札幌市       |                            | |
| 田上義也自邸                                           | 現存せず                 | 1926年（大正15年） | 北海道札幌市       |                            | |
| 札幌市医師会館                                         | 現存せず                 | 1926年（大正15年） | 北海道札幌市       |                            | |
| 旧高田治作邸                                           | 現：江口邸               | 1926年（昭和元年） | 北海道小樽市       |                            | |
| 日本キリスト教会札幌北一条教会旧会堂                   | 現存せず                 | 1927年（昭和2年）  | 北海道札幌市       |                            | 老朽化のため1979年解体。浦臼町にこの建物をモデルに1959年に建設された聖園教会がある。                                        |
| 旧高田邸                                               |                          | 1927年（昭和2年）  | 北海道小樽市       | 市歴史的建造物指定         | |
| 旧小熊捍邸→「ろいず珈琲館」→「ドリーバーデン」         |                          | 1927年（昭和2年）  | 北海道札幌市       | さっぽろ・ふるさと文化百選 | 1998年解体・移築復元。1998年 - 2017年「ろいず珈琲館」、2018年よりフライフィッシング用品＋カフェ「ドリーバーデン」として営業 |
| 旧上田邸                                               | 現存せず                 | 1927年（昭和2年）  | 北海道小樽市       |                            | |
| 坂牛邸                                                 |                          | 1927年（昭和2年）  | 北海道小樽市       | 市歴史的建造物指定         | |
| 坂邸別邸                                               | 現存せず                 | 1927年（昭和2年）  | 北海道小樽市       |                            | 2007年焼失 |
| 旧佐田邸                                               | 現：函館プレーリーハウス | 1928年（昭和3年）  | 北海道函館市       | 登録有形文化財             | |
| 亀谷支店                                               | 現存せず                 | 1929年（昭和4年）  | 北海道札幌市       |                            | |
| 旧瀬川邸                                               |                          | 1930年（昭和5年）  | 北海道小樽市       |                            | 外観復元 |
| 城下医院                                               |                          | 1930年（昭和5年）  | 北海道札幌市       |                            | |
| 旧太秦邸                                               | 現存せず                 | 1931年（昭和6年）  | 北海道札幌市       |                            | |
| 旧相内邸→旧大谷邸→レストラン「アン・セリジェ」         | 現存せず                 | 1933年（昭和8年）  | 北海道札幌市       |                            | |
| いりかせ宇喜世                                         | 現存せず                 | 1935年（昭和10年） | 北海道岩内町       |                            | 1954年焼失 |
| 旧北見教育会網走博物館                                 | 現：網走市立郷土博物館   | 1936年（昭和11年） | 北海道網走市       | 市歴史的建造物             | |
| 旧帝国産金興業北ノ王鉱山官舎、北ノ王会館ほか鉱山諸施設 |                          | 1937年（昭和12年） | 北海道遠軽町       |                            | 北ノ王会館は1943年閉山後、遠軽市街地に移築され遠軽劇場として供用。現存せず                                                  |
| 石狩海浜ホテル                                         | 現存せず                 | 1937年（昭和12年） | 北海道石狩市       |                            | 1945年、アメリカ軍の空襲で焼失                                                                                              |
| 旧小笠原法律事務所・住宅改修部                         |                          | 1954年（昭和29年） | 北海道旭川市       |                            | |
| 西条八十歌碑                                           |                          | 1958年（昭和33年） | 北海道函館市       |                            | |
| 北海道家庭学校本館                                     |                          | 1959年（昭和34年） | 北海道遠軽町       |                            | |
| 支笏湖ユースホステル旧館                               |                          | 1960年（昭和35年） | 北海道千歳市       |                            | |
| 北海道銀行本店                                         |                          | 1962年（昭和37年） | 北海道札幌市       |                            | |
| 北海道家庭学校桂林寮                                   | 現：北海道家庭学校博物館 | 1963年（昭和38年） | 北海道遠軽町       |                            | |
| 八雲町公民館                                           |                          | 1964年（昭和39年） | 北海道八雲町       |                            | |
| 美幌ユースホステル                                     |                          | 1965年（昭和40年） | 北海道美幌町       |                            | |
| 旧定山渓ニューグランドホテル                           | 現：福寿苑               | 1972年（昭和47年） | 北海道札幌市       |                            | |
| フィリピン・バギオ市平和の塔                           |                          | 1972年（昭和47年） | フィリピンバギオ市 |                            | |
| 室蘭ユースホステル                                     |                          | 1972年（昭和47年） | 北海道室蘭市       |                            | |
| 人形劇場こぐま座                                       |                          | 1972年（昭和47年） | 北海道札幌市       |                            | |
| 函館友の家                                             |                          | 1972年（昭和47年） | 北海道函館市       |                            | |
| 北海道青年会館                                         |                          | 1974年（昭和49年） | 北海道札幌市       |                            | |
| サロマ湖畔ユースホステル                               |                          | 1978年（昭和53年） | 北海道佐呂間町     |                            | |
| 日本キリスト教会札幌北一条教会新会堂                   |                          | 1979年（昭和54年） | 北海道札幌市       |                            | |
| 札幌市教育文化会館                                     |                          | 1980年（昭和55年） | 北海道札幌市       |                            | 北海道建築賞受賞 |
| 北海道立旭川美術館                                     |                          | 1981年（昭和56年） | 北海道旭川市       |                            | |
| 本郷新記念札幌彫刻美術館                               |                          | 1981年（昭和56年） | 北海道札幌市       |                            | |
| 札幌市豊平川さけ科学館                                 |                          | 1984年（昭和59年） | 北海道札幌市       |                            | |
| 札幌雪祭り資料館                                       |                          | 1986年（昭和61年） | 北海道札幌市       |                            | |

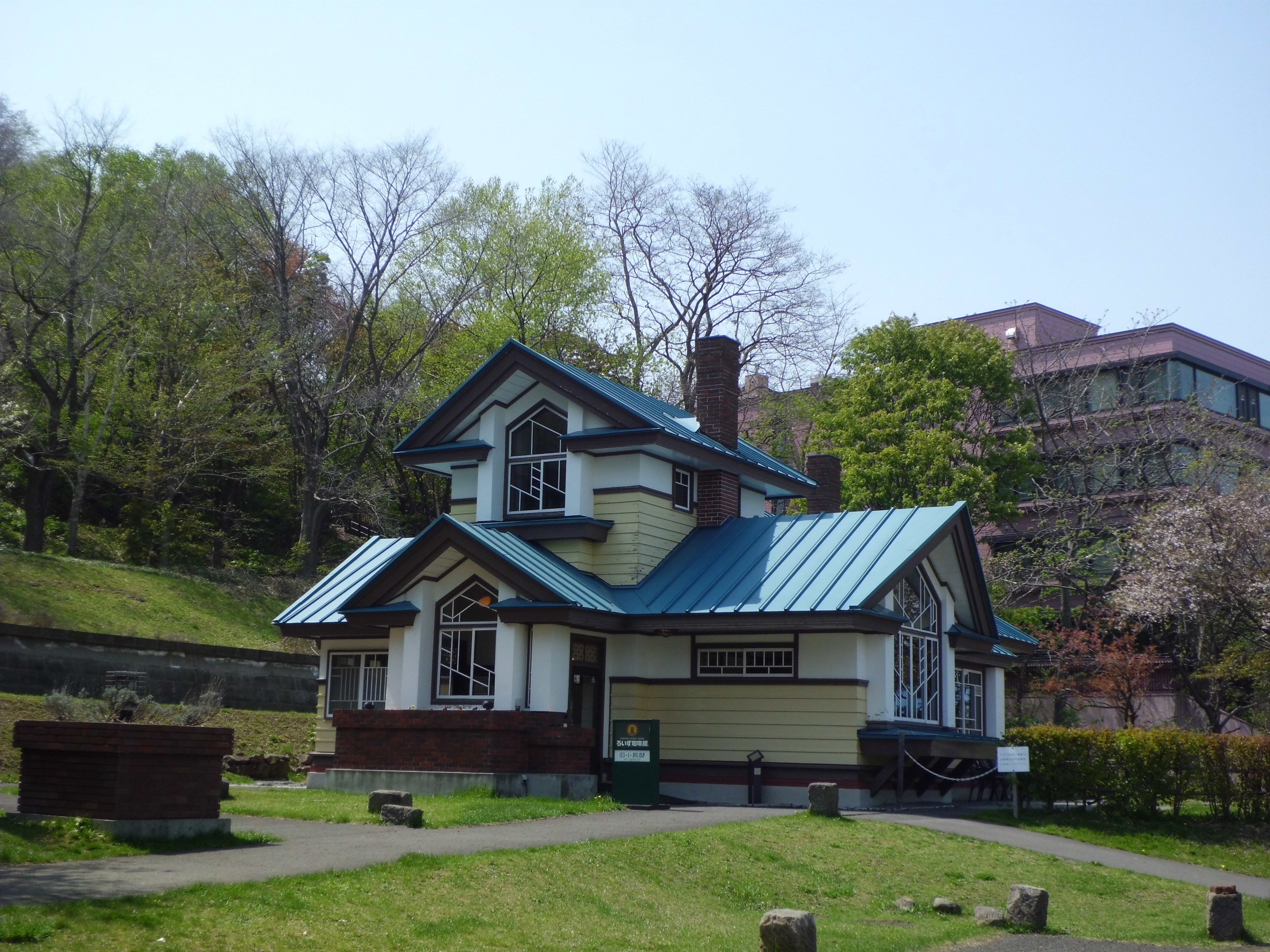
旧小熊捍邸
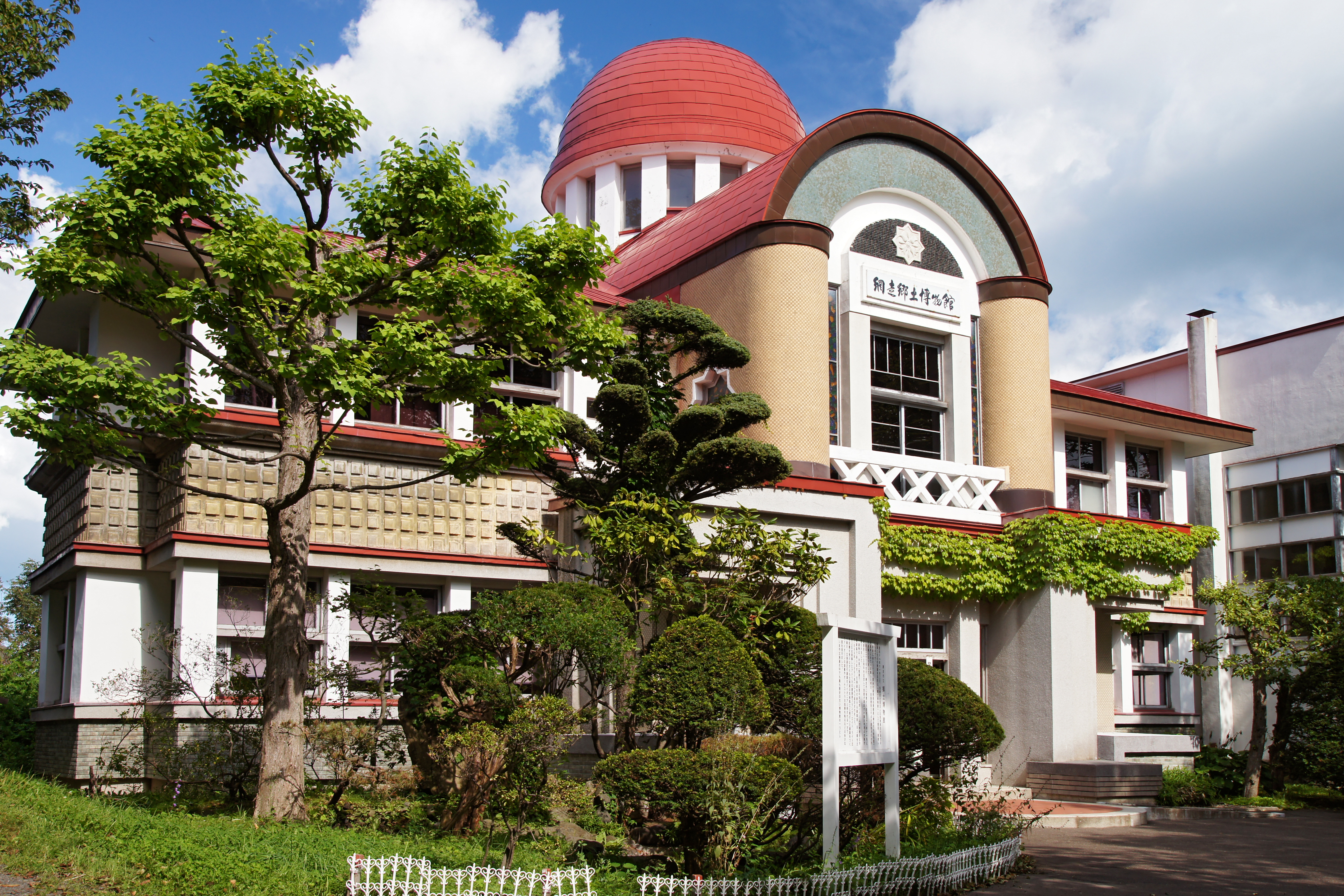
北見教育会網走博物館(現網走市立郷土博物館）
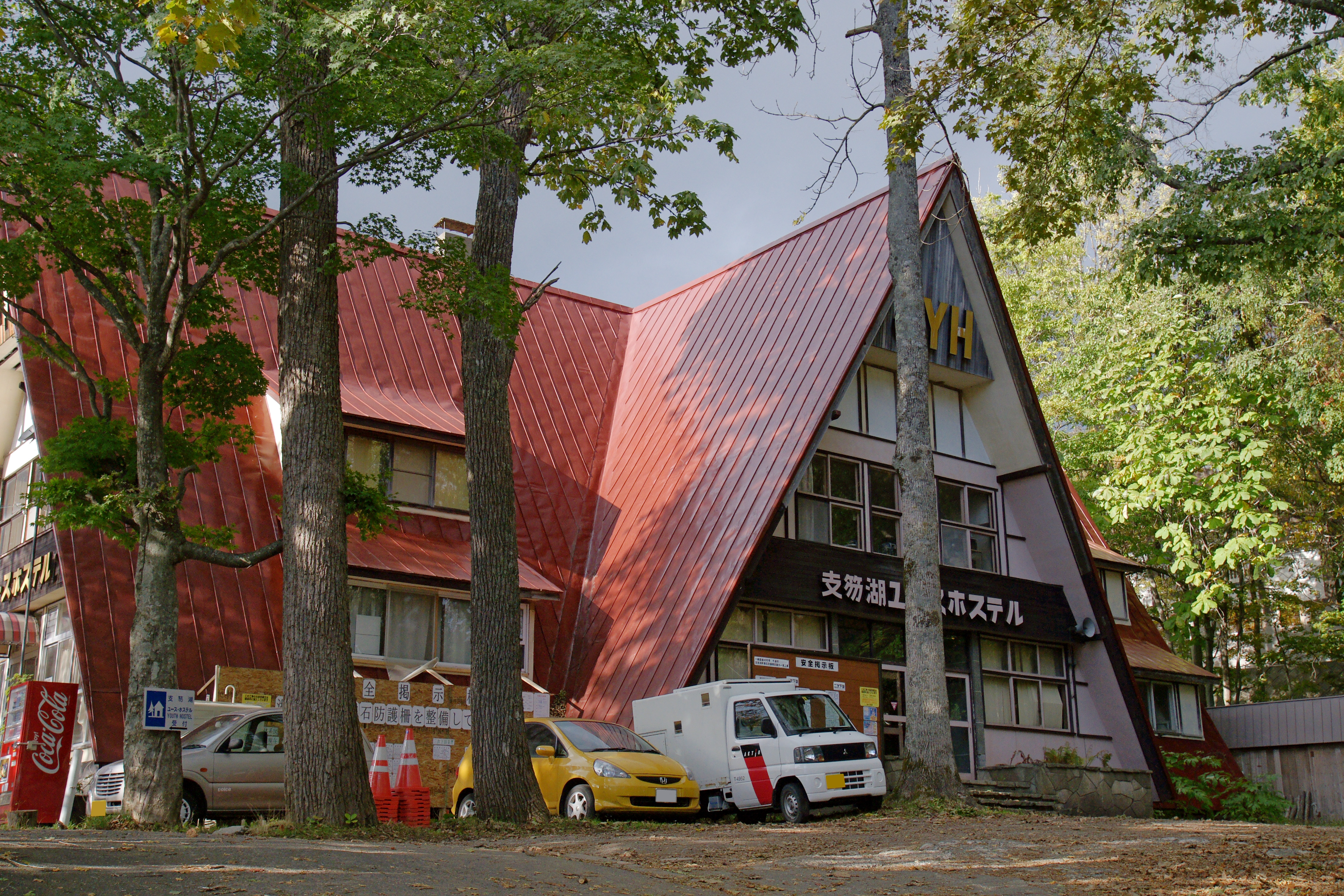
支笏湖ユースホステル旧館
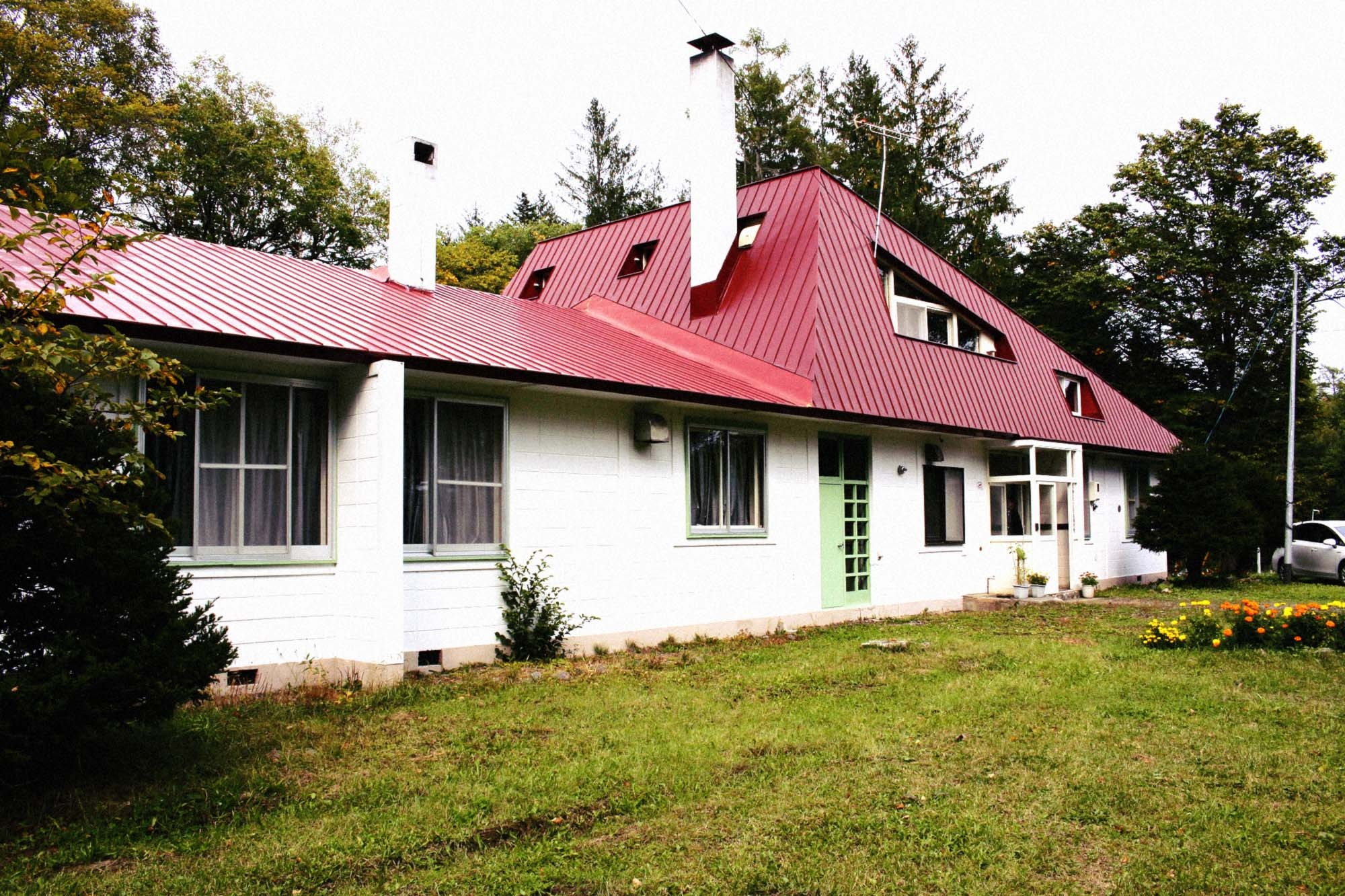
北海道家庭学校桂林寮（現北海道家庭学校博物館）
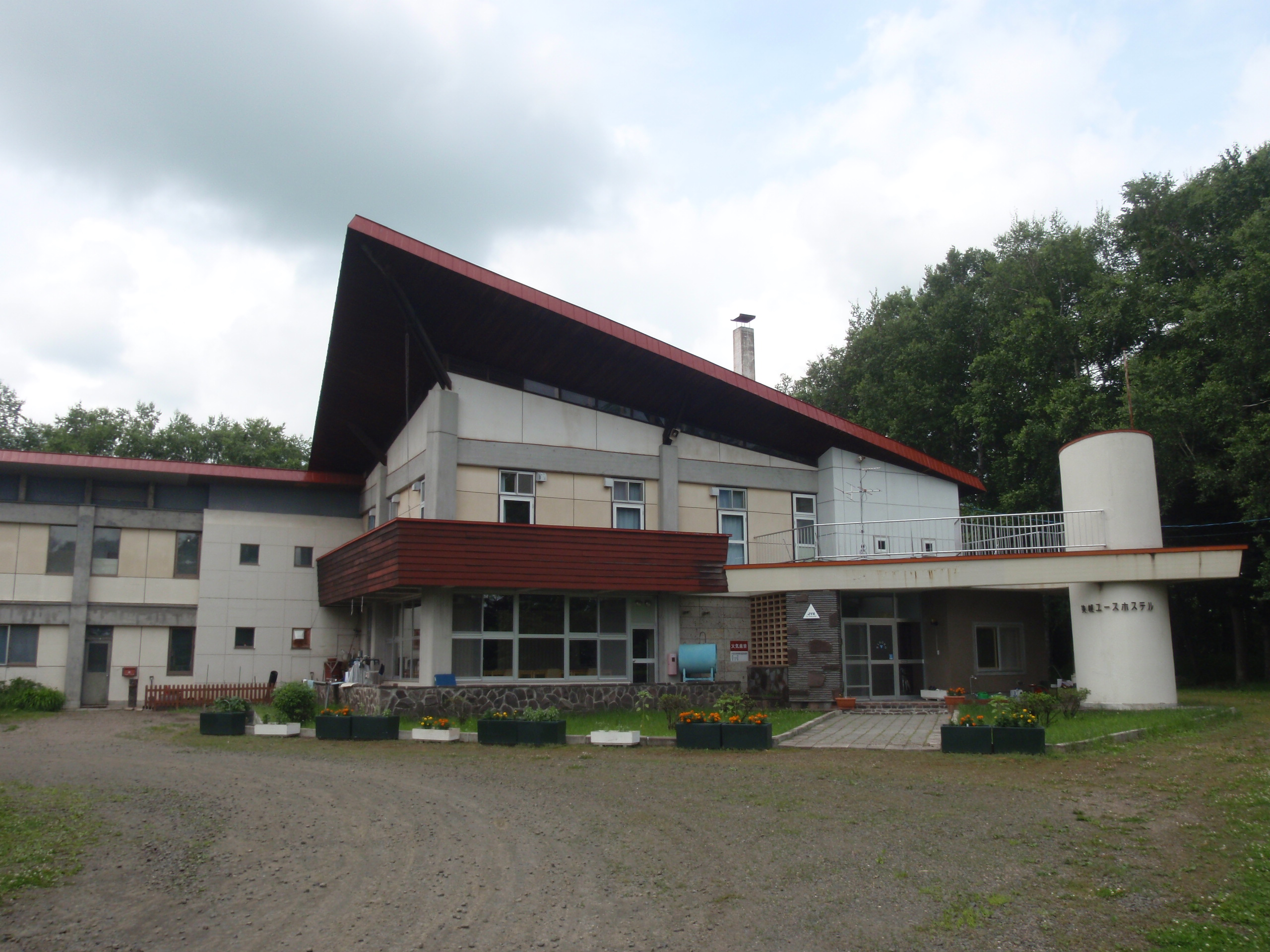
美幌ユースホステル
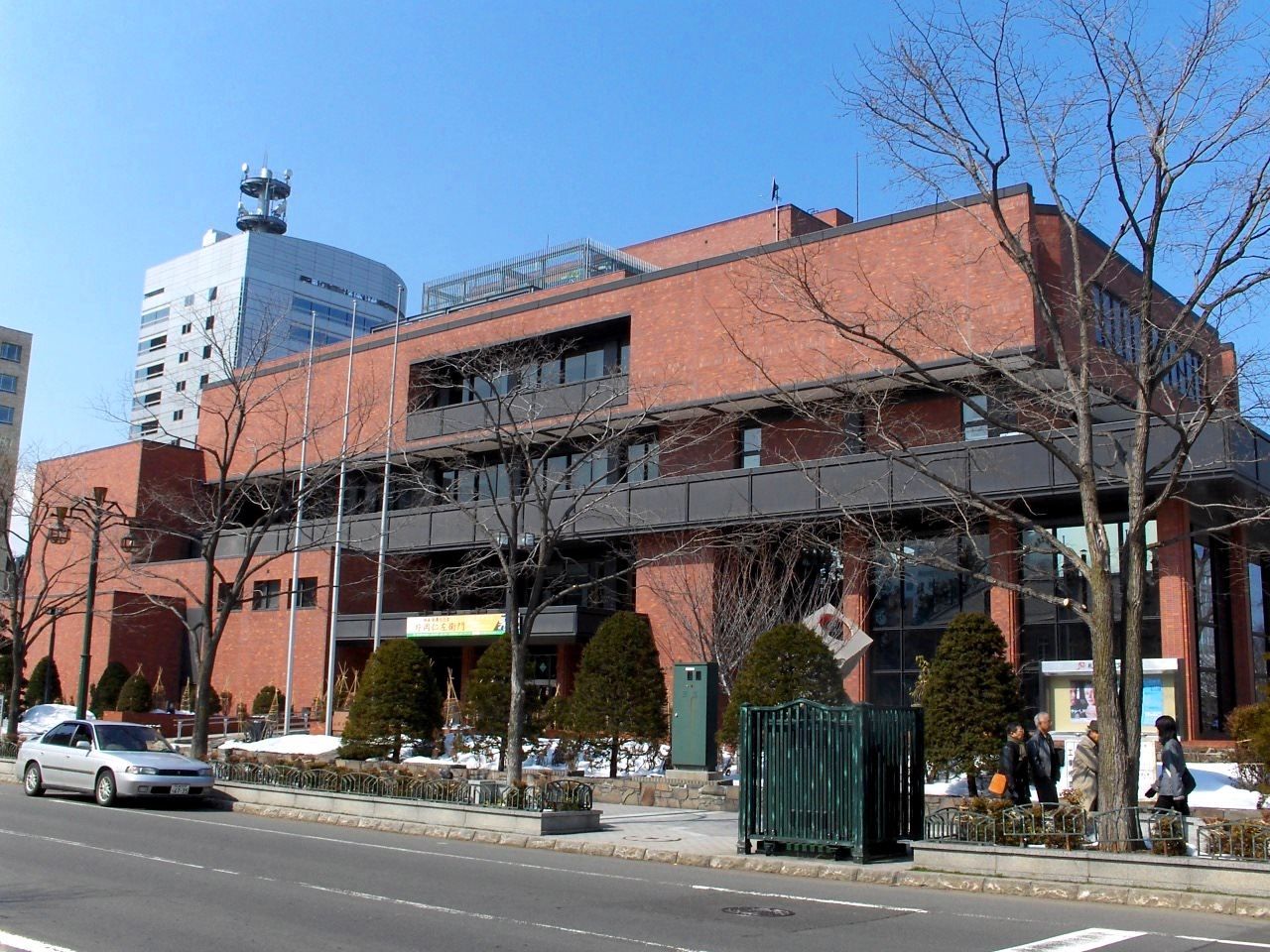
札幌市教育文化会館
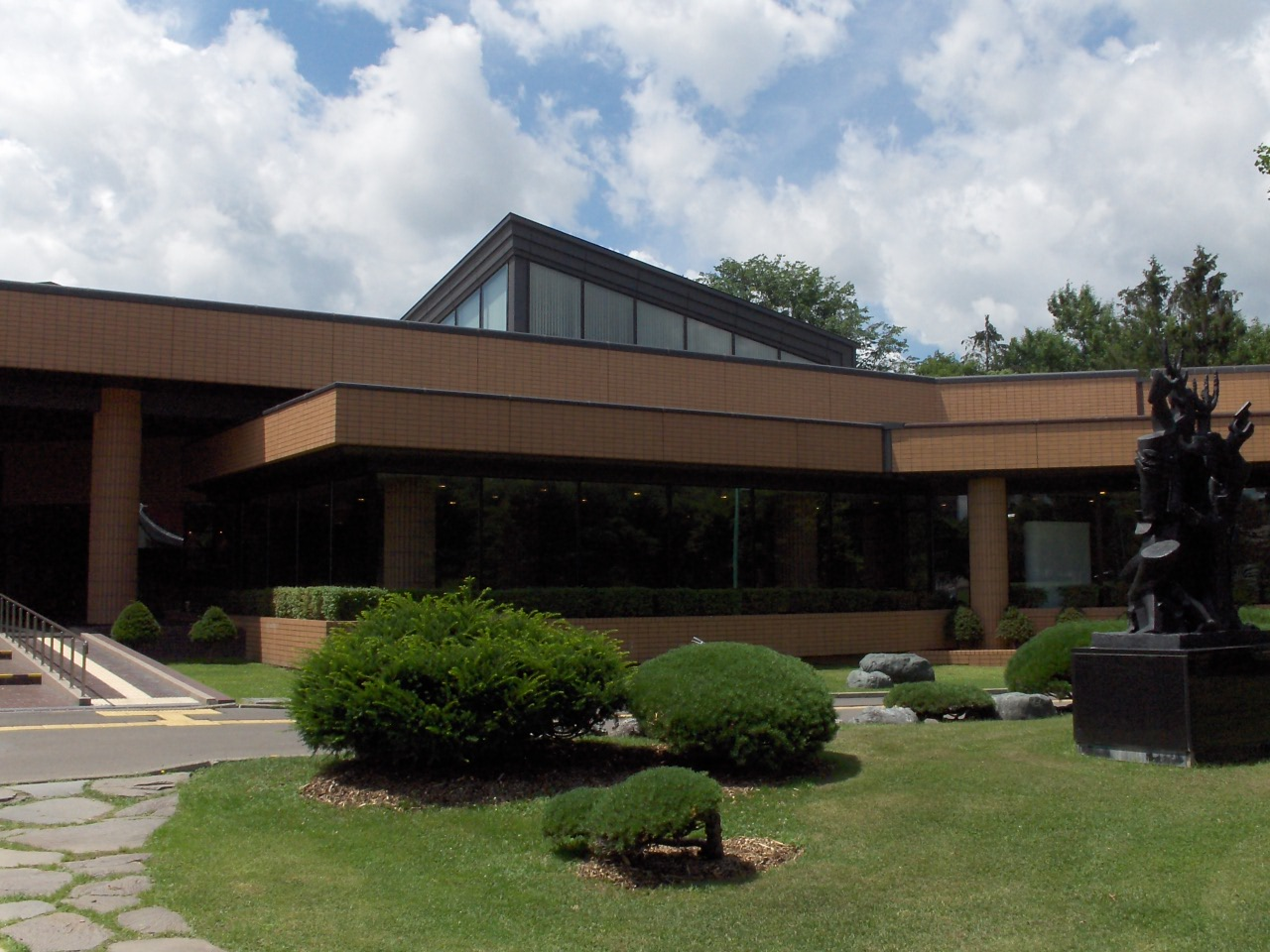
北海道立旭川美術館
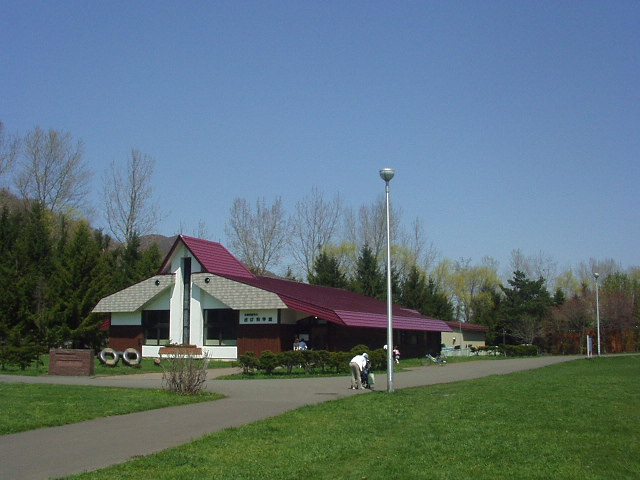
札幌市豊平川さけ科学館
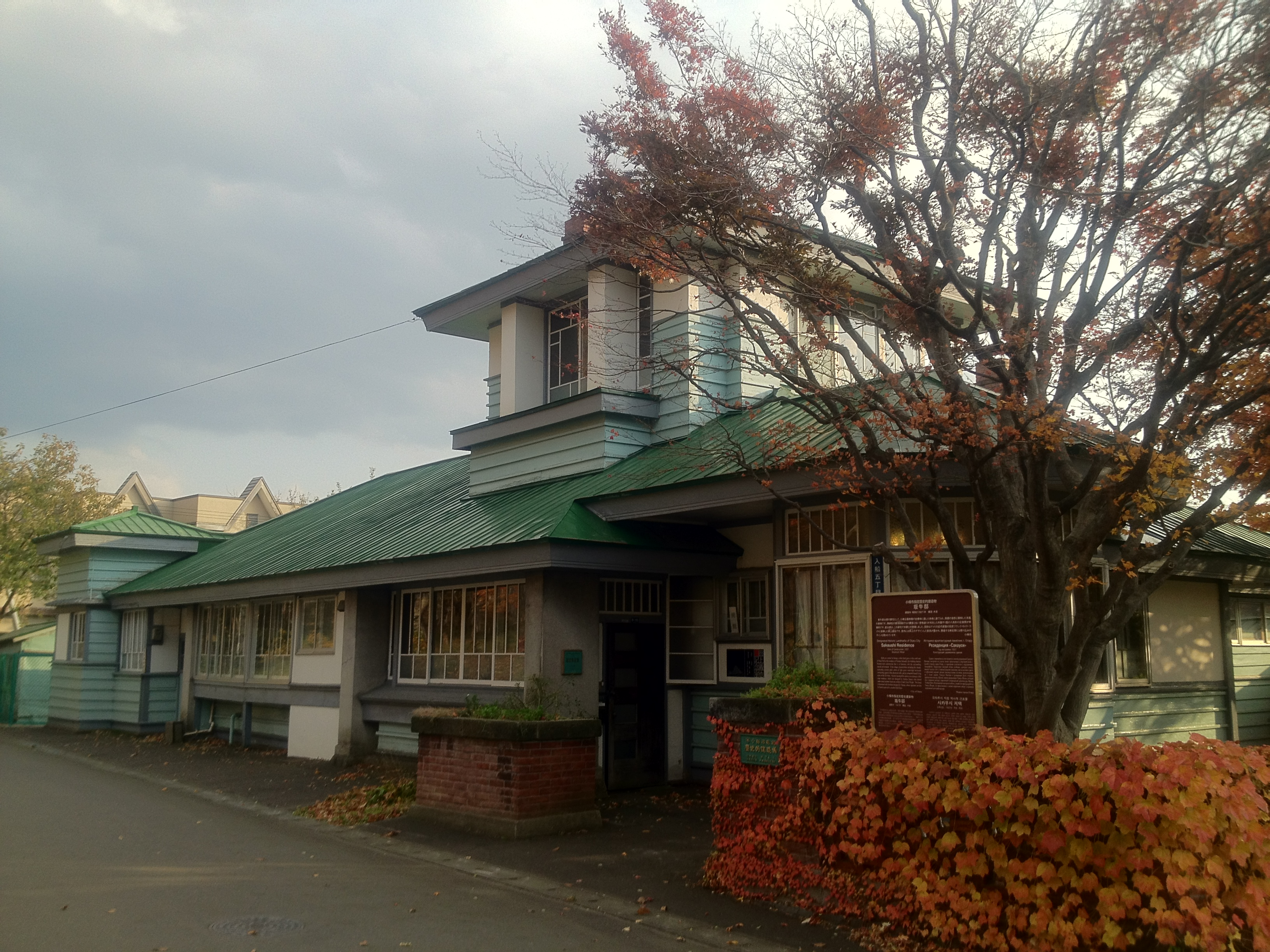
坂牛邸

## 関連人物
- フランク・ロイド・ライト
- 遠藤新
- アントニン・レーモンド
- 北村透谷
- 武者小路実篤
- ジョン・バチェラー